# Catedral ortodoxa Nossa Senhora de Cazã (Havana)
A catedral ortodoxa Nossa Senhora de Cazã (espanhol: Catedral Ortodoxa Nuestra Señora de Kazán) (russo: Православный Собор Богоматери Казанской Transliteração: Pravoslavnyj Sobor Bogomateri Kazanskoj) é um templo ortodoxo russo localizado na Avenida del Puerto de Havana, Cuba, entre as ruas Sol e Santa Clara, as quais ficam nas proximidades da Alameda de Paula. Precisamente, na zona histórica da capital cubana, declarada Patrimônio da Humanidade em 1982. O templo foi erigido numa parcela de terra que tinha um edifício em ruínas, reaproveitado em parte para a nova edificação.

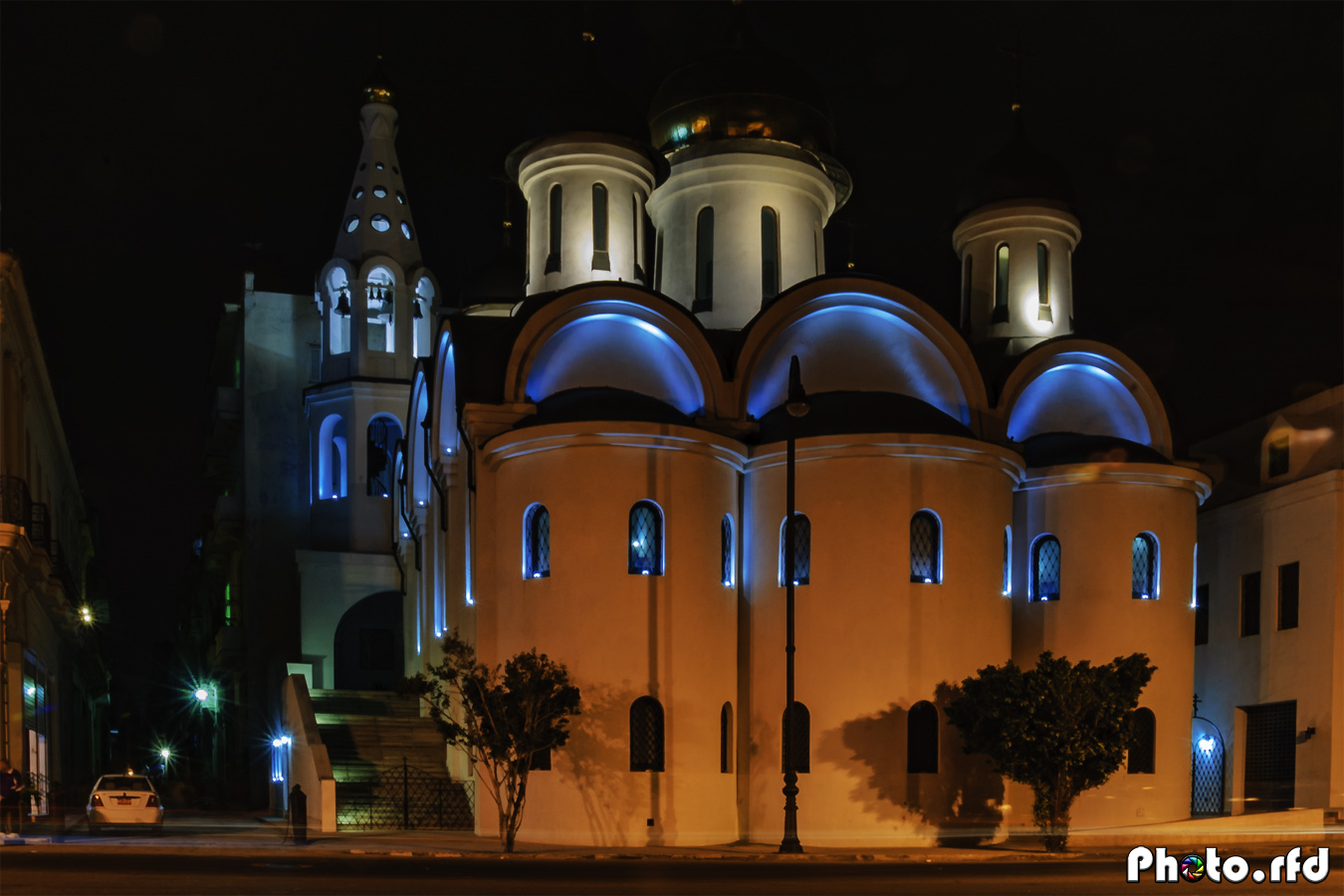
Vista noturna do templo.

## Construção
A pedra fundamental da igreja deu-se no dia 14 de fevereiro de 2006. Foi finalizada 32 meses depois, isto é, a 19 de outubro de 2008, pelo presidente de Cuba Raúl Castro e consagrada pelo Metropolita Kiril de Smolensk e Caliningrado, atualmente o Patriarca de Moscou. Posteriormente foi visitada pelo então presidente russo Dmitri Medvedev.
Foi executada por especialistas da Oficina del Historiador de La Habana e especialistas russos. Abarca uma área de 200 metros quadrados. Foi projetada pelo arquiteto russo Rostislav Vorontsov e seu colega cubano Jaime Rodríguez. Seu compatriota, o engenheiro Pedro Rodríguez, foi o projetista estrutural. Ambos viajaram à Rússia para se familiarizarem com esse tipo de construção.

### Estrutura
A igreja, baseada nos tradicionais templos bizantinos, tem seis cúpulas, das quais duas laminadas em ouro (a maior e a menor) e quatro coroadas cada uma com uma cruz de ouro sólido. A escadaria de acesso foi construída com granito da província de Sancti Spíritus; afirma-se que ela é a segunda maior dentre as construídas fora da Rússia, apenas superada por uma em Israel.
O sistema construtivo utilizou abóbadas, dispensando vergalhões, cimento e madeira para o formar. Está dividida em 11 áreas fundamentais: A morada do arcispreste; o salão de reuniões; a pia batismal e uma área técnica; a basílica; a diocese, com um alojamento; o mirante; a cozinha; a biblioteca; banheiros públicos e um estabelecimento de utensílios religiosos.
A iconóstase e o altar interior de ouro foram construído no Mosteiro da Trindade-São Sérgio, na Rússia, por mestres pintores e escultores. As paredes pouco a pouco foram adornadas com pinturas, como manda a tradição bizantina.